# Henri Lacordaire
Vous lisez un « article de qualité » labellisé en 2006.
Pour les articles homonymes, voir Lacordaire.
Jean-Baptiste-Henri Lacordaire, en religion le père Henri-Dominique Lacordaire, né le 12 mai 1802 à Recey-sur-Ource (Côte-d'Or) et mort le 21 novembre 1861 à Sorèze (Tarn), est un religieux, prédicateur, journaliste et homme politique français. Restaurateur en France de l'ordre des Prêcheurs (dominicains), il est considéré aujourd'hui comme l'un des précurseurs du catholicisme libéral.

## Biographie

### Jeunesse et formation

#### Les premières années

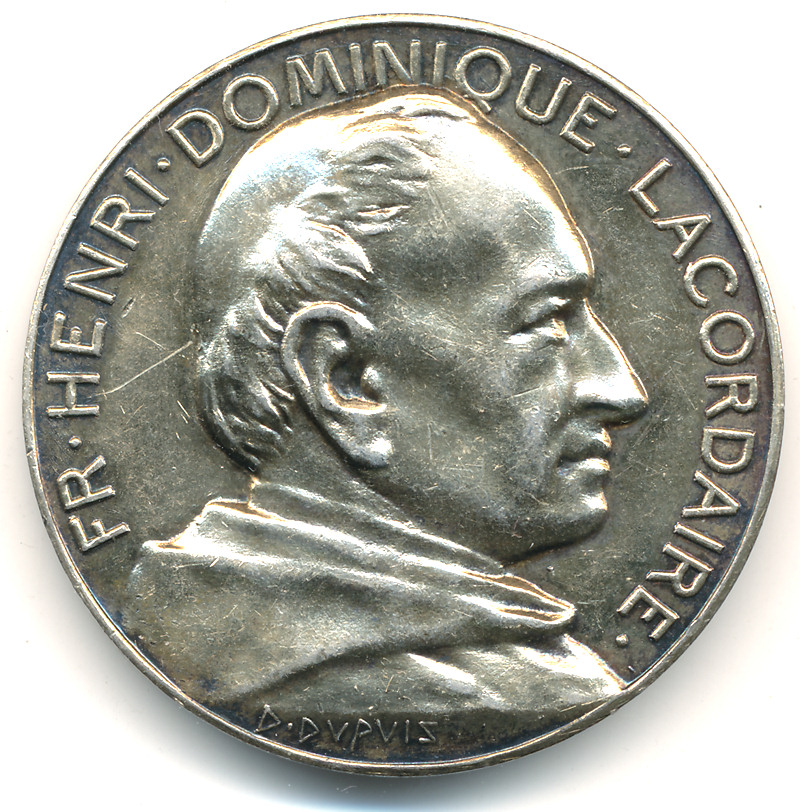
Médaille en argent, 36 mm, par Daniel Dupuis.

Fils de Nicolas Lacordaire, médecin de la marine française pendant la guerre d'indépendance aux États-Unis et d'Anne Dugied, fille d'un avocat au parlement de Bourgogne. Il a trois frères : l'entomologiste Théodore Lacordaire, l'ingénieur des mines de Saint-Étienne Adrien-Léon Lacordaire, directeur de la Manufacture des Gobelins de 1850 à 1860, ainsi que Télèphe Lacordaire, chef d'escadron du 6e Hussard de l'armée française. Il a aussi un demi frère né en 1789 d'une autre mère morte dans son jeune âge mais qui meurt en 1835.

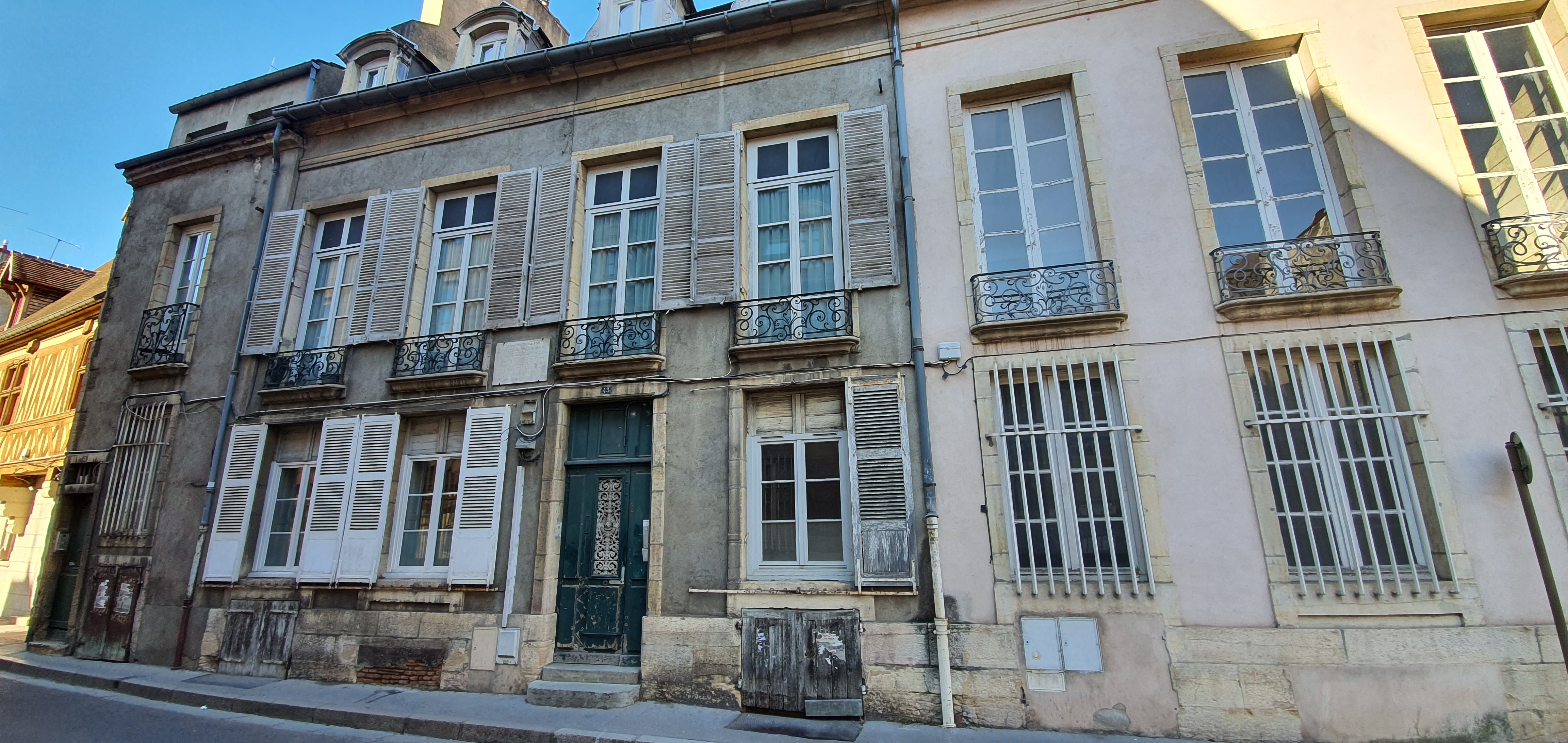
Maison d'Henri Lacordaire au 43, rue Jeannin à Dijon.

Son père meurt dès 1806 et Henri Lacordaire est élevé à Dijon par sa mère. Il réside d'abord au no 36, rue Jeannin de 1809 à 1815 puis au no 43 de la même rue de 1815 à 1822, où une plaque commémorative lui rend hommage. Bien qu'élevé dans la foi catholique, il s'en éloigne pendant ses études au lycée (appelé collège royal) de Dijon (actuel collège Marcelle-Pardé). Il étudie ensuite le droit, se destinant à la carrière d'avocat, et se signale par ses qualités d'orateur au sein de la Société d'études de Dijon, un cercle politique et littéraire réunissant la jeunesse royaliste de la ville, où il découvre les théories ultramontaines de Louis de Bonald, Joseph de Maistre, et Félicité de Lamennais. Sous leur influence, Lacordaire renonce peu à peu aux idées des encyclopédistes et au rousseauisme, conservant cependant un amour profond et sincère de la liberté et des idéaux révolutionnaires de 1789.
En 1822, il part pour Paris afin d'effectuer son stage d'avocat. Grâce à l'appui du président Riambourg, un ami de sa famille, il entre chez Grégoire Mourre, procureur général. Bien que trop jeune selon la loi pour plaider, il passe outre, et plaide avec succès à plusieurs reprises en cour d'assises, suscitant l'intérêt du grand avocat libéral Berryer.

#### La vocation
Malgré les perspectives d'une carrière judiciaire brillante, il s'ennuie et se sent isolé à Paris, dont les distractions ne le séduisent guère. À l'issue d'une longue période de doutes et d'interrogations, il se convertit au printemps 1824, et décide aussitôt d'être prêtre.
Grâce au soutien de Hyacinthe-Louis de Quélen, l'archevêque de Paris, qui lui accorde une bourse, et malgré les fortes réticences de sa mère et de ses amis, il entre le 12 mai 1824 au séminaire Saint-Sulpice, à Issy, puis, à partir de 1826, à Paris, où l'enseignement, d'une qualité généralement médiocre, ne convient pas à sa formation antérieure, à son caractère ni à ses idées libérales. Il écrit même plus tard que : « Ceux qui se souviennent de m'avoir observé au séminaire, savent qu'ils ont eu plusieurs fois la tentation de me prendre pour un fou ». Son expérience de séminariste inspire Sainte-Beuve, pour son roman Volupté. À Saint-Sulpice, il se lie avec le Louis François Auguste de Rohan-Chabot (1788-1833), futur cardinal-archevêque de Besançon, qui lui conseille d'entrer dans la Compagnie de Jésus. Finalement, grâce à son insistance, et après de longues hésitations de ses supérieurs, il est ordonné prêtre le 22 septembre 1827 par monseigneur de Quélen. Celui-ci, après avoir songé à le nommer à la Madeleine ou à Saint-Sulpice, lui confie finalement la modeste tâche de chapelain d'un couvent de visitandines, et, l'année suivante, la charge de second aumônier du lycée Henri-IV. Cette expérience confirme à ses yeux l'inéluctable déchristianisation de la jeunesse française confiée à l'enseignement public, dont lui-même a fait partie.

### Lamennais, Montalembert,l'Aveniret le catholicisme libéral

#### L'influence de l'idéal révolutionnaire

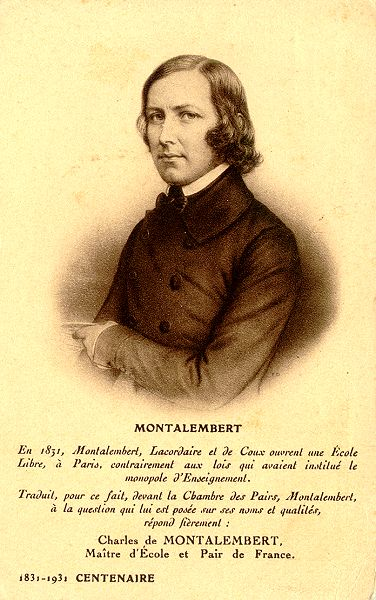
Charles de Montalembert, « maître d'école et pair de France ».

En mai 1830, il fut invité par l'abbé Félicité de Lamennais, alors l'un des maîtres à penser de la jeunesse catholique française, dans sa propriété bretonne de la Chênaie (Saint-Malo) lors de l'existence de la congrégation de Saint-Pierre. Longtemps réticent à l'égard de l'intransigeance de Lamennais, Henri Lacordaire fut finalement séduit par son enthousiasme et ses idées ultramontaines et libérales. À cette époque, il songea à partir aux États-Unis, comme missionnaire et également pour répondre à une demande de l'évêque de New York : Jean Dubois qui avait pour projet de constituer un établissement supérieur catholique dans le diocèse qu'il administre. Les événements de 1830 le retinrent en France. Avec Lamennais, l'abbé Gerbet, et le jeune vicomte Charles de Montalembert, qui devint l'un de ses plus proches amis, ils choisirent de se rallier à la révolution de Juillet, en exigeant l'application intégrale de la Charte de 1830, de soutenir les révolutions étrangères (en Pologne, en Belgique, en Italie), et lancèrent, le 16 octobre 1830, le journal l'Avenir, dont la devise était « Dieu et la liberté ! ». Dans un contexte révolutionnaire majoritairement anticlérical, le journal mariait audacieusement ultramontanisme (défense de la souveraineté absolue du pape en matière religieuse) et libéralisme, aspirations démocratiques et catholicisme.
Le 7 décembre 1830, les rédacteurs de l'Avenir résumaient ainsi leurs revendications :

« Nous demandons premièrement la liberté de conscience ou la liberté de religion, pleine, universelle, sans distinction comme sans privilège ; et par conséquent, en ce qui nous touche, nous catholiques, la totale séparation de l'Église et de l'État […] Cette séparation nécessaire, et sans laquelle il n'existerait pour les catholiques nulle liberté religieuse, implique, d'une part, la suppression du budget ecclésiastique, et nous l'avons hautement reconnu ; d'une autre part, l'indépendance absolue du clergé dans l'ordre spirituel […] De même qu'il ne peut y avoir aujourd'hui rien de religieux dans la politique, il ne doit y avoir rien de politique dans la religion. »

« Nous demandons, en second lieu, la liberté d'enseignement, parce qu'elle est de droit naturel et, pour ainsi dire, la première liberté de la famille ; parce qu’il n'existe sans elle ni de liberté religieuse, ni de liberté d'opinions… »

Parmi les autres revendications figuraient la liberté de la presse, la liberté d'association, la généralisation du principe électif.
Lacordaire se signala en particulier par des articles demandant la liberté d'expression et la liberté de la presse, la liberté d'enseignement, contre le monopole de l'Université, s'opposant à Montalivet, le ministre de l'Instruction publique et des cultes. Il fut surtout véhément pour exiger la séparation de l'Église et de l'État. Ainsi, il appela les prêtres français à refuser le salaire qui leur était versé par le gouvernement, et exalta la pauvreté du clergé. Le 15 novembre 1830, il s'exclamait : « Nous sommes payés par nos ennemis, par ceux qui nous regardent comme des hypocrites ou des imbéciles, et qui sont persuadés que notre vie tient à leur argent […] La liberté ne se donne pas, elle se prend. » Ces revendications, les nombreuses attaques contre les évêques nommés par le nouveau gouvernement, qualifiés d'« ambitieux et serviles », la virulence des auteurs, particulièrement Lamennais et Lacordaire, provoquèrent le scandale auprès de l'épiscopat français, majoritairement gallican et conservateur, et les évêques français intentèrent un procès aux rédacteurs de l'Avenir. En janvier 1831, Lamennais et Lacordaire durent se défendre devant la justice et obtinrent un acquittement triomphal.

#### La soumission au pape
Afin de défendre la liberté de l'enseignement, en dehors du contrôle de l’Université, conformément à leur interprétation de la Charte de 1830, les rédacteurs de l’Avenir fondèrent en décembre 1830 l’Agence générale pour la défense de la liberté religieuse, et, le 9 mai 1831, Lacordaire, Montalembert et de Coux ouvrirent une école libre, rue des Beaux-Arts, qui fut fermée par la police deux jours plus tard. Après un procès retentissant devant la Chambre des pairs, où Lacordaire se défendit lui-même, qui s’acheva par la condamnation de cette initiative et la fermeture définitive de l’école, l’Avenir fut suspendu par ses fondateurs le 15 novembre 1831. Le 30 décembre, Lacordaire, Lamennais et Montalembert, les « pèlerins de la liberté », se rendirent à Rome, afin d'en appeler au jugement du pape Grégoire XVI, auquel ils présentèrent un Mémoire rédigé par Lacordaire. D'abord confiants, ils déchantèrent vite face à l'accueil réservé qui leur fut accordé. Le 15 août 1832, le pape, sans les nommer, condamna leurs idées par l'encyclique Mirari Vos, notamment les revendications portant sur la liberté de conscience et la liberté de la presse. Avant même cette condamnation, Lacordaire se sépara de ses compagnons, et retourna à Paris où il reprit ses fonctions d'aumônier des visitandines.

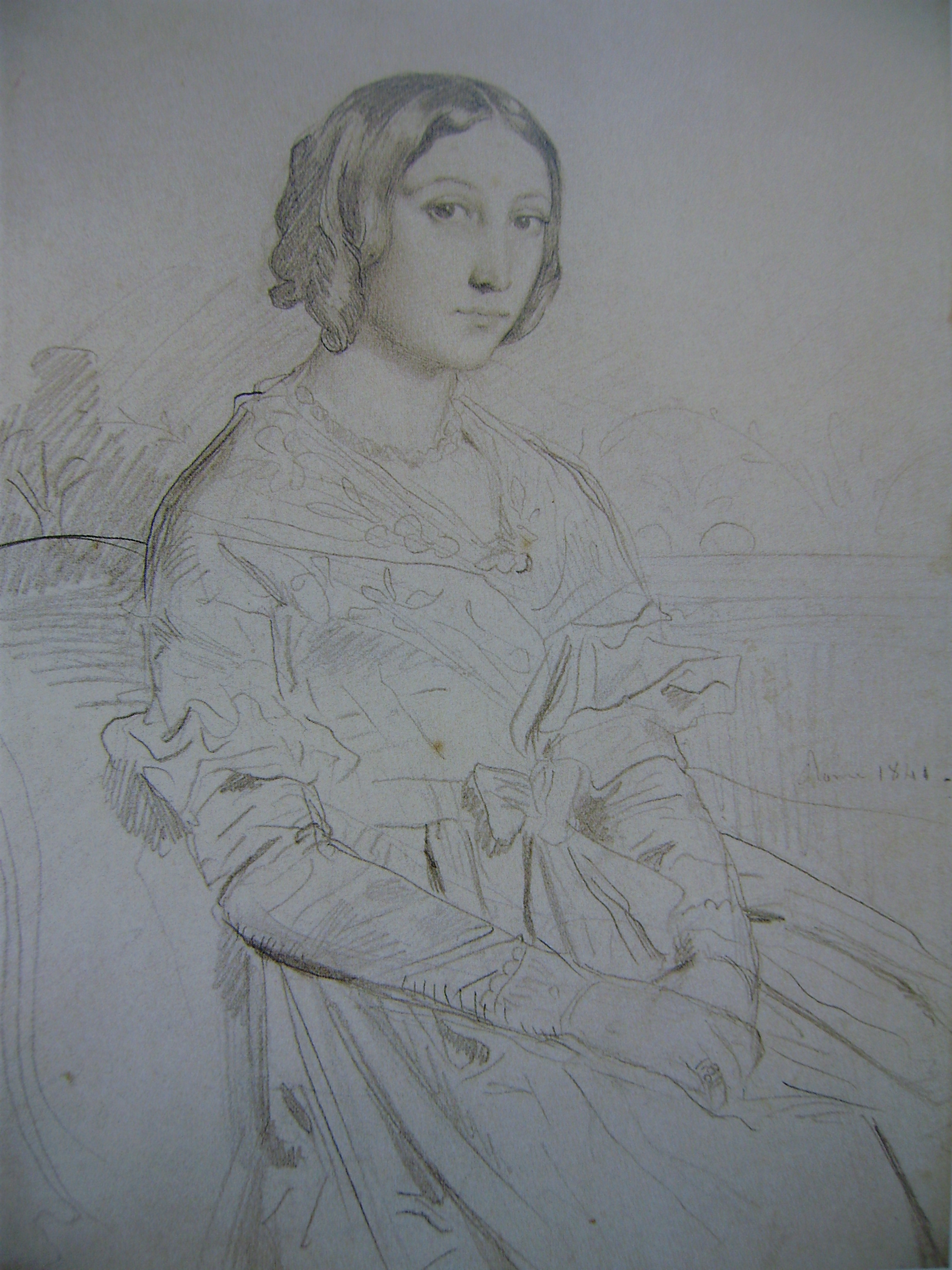
La baronne de Prailly, dirigée et amie.

Le 11 septembre, il publia une lettre de soumission au jugement du pape. Il usa de toute sa force de persuasion pour convaincre Montalembert, d'abord rétif, de le suivre dans sa soumission. En 1834, il acheva de désavouer Lamennais, condamné après la publication des Paroles d'un Croyant (encyclique Singulari Nos), par ses Considérations sur le système philosophique de M. de La Mennais, ouvrage dans lequel Lacordaire évoquait sa déception face aux conséquences de la révolution de 1830, et proclamait sa fidélité à l'Église de Rome. Il y condamnait l’« orgueil » de Lamennais, et le taxait de « protestantisme », l'accusant d'avoir voulu placer l'autorité du genre humain au-dessus de celle de l’Église.
En janvier 1833, il rencontra pour la première fois Sophie Swetchine, femme de lettres russe convertie au catholicisme, tenant un salon célèbre à Paris, que fréquentaient aussi Montalembert, le comte de Falloux, ou l'abbé Félix Dupanloup. Il développa avec elle une relation à la fois filiale et amicale, à travers une correspondance considérable.
En 1835, il fit également la connaissance de la baronne de Prailly avec qui il engagea aussi une longue correspondance et dont il devint le directeur de conscience. Il se rendit souvent, à la fin de sa vie, chez elle, à Hyères, ou il bénit la première pierre de la chapelle qu'elle faisait construire dans sa propriété du Plantier de Costebelle.

### Un prédicateur talentueux

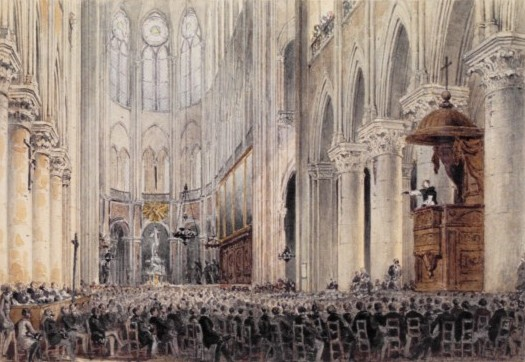
Conférence de Lacordaire à Notre-Dame de Paris, vers 1845, dessin anonyme, Bibliothèque nationale de France.

En janvier 1834, sur la proposition du jeune Frédéric Ozanam, le fondateur de l'œuvre charitable de la Société de Saint-Vincent-de-Paul, qu'il connaissait depuis peu, l'abbé Lacordaire commença une série de conférences au collège Stanislas, qui rencontrèrent un très grand succès, au-delà même des étudiants. L'omniprésence, dans ces discours, du thème de la liberté, soupçonné de pervertir la jeunesse, déclencha des critiques. Les conférences furent donc suspendues.
Monseigneur de Quélen, l'archevêque de Paris, affirma son soutien à Lacordaire, et lui demanda de prêcher en 1835 pour le Carême à la cathédrale Notre-Dame de Paris, dans le cadre des Conférences de Notre-Dame, spécialement destinées à l'initiation de la jeunesse au christianisme, elles aussi fondées à la demande d'Ozanam. La première conférence de Lacordaire eut lieu le 8 mars 1835. En raison du succès immédiat rencontré par ses prédications, il poursuivit l'expérience l'année suivante. De fait, les Conférences de Notre-Dame de Lacordaire, où celui-ci mêlait avec exaltation enseignement religieux, philosophie, poésie, représentaient un renouvellement original de l'éloquence sacrée traditionnelle.
En 1836, face tant au succès considérable qu'aux attaques violentes dont il était l'objet, notamment sur ses faiblesses théologiques, et après la mort de sa mère, Lacordaire, conscient de la nécessité pour lui d'acquérir des connaissances plus solides, ainsi que des soutiens plus fermes, se retira à Rome, où il étudia alors chez les jésuites. Il y publia sa Lettre sur le Saint-Siège, où il réaffirmait avec force ses positions ultramontaines, insistant sur la primauté du pape, pontife romain, « dépositaire un et permanent, […] organe suprême de la parole évangélique et source inviolable de la communion universelle » sur les évêques. Ce texte le brouilla avec Monseigneur de Quélen, gallican sincère.

### Le rétablissement de l'Ordre des Prêcheurs en France

#### Premières démarches
En 1837, conforté par l'exemple de dom Guéranger et de la restauration des bénédictins, Lacordaire surmonta ses réticences initiales, la peur d'aliéner sa liberté sous la règle d'un ordre religieux, et résolut d'entrer chez les dominicains, dont il décida de rétablir l'ordre en France. En effet, l'Ordre des Prêcheurs, créé en 1215 par saint Dominique, avait été supprimé en France en 1790. Henri Lacordaire choisit cet ordre d'origine médiévale en raison de sa vocation : enseigner et prêcher; et ainsi  rechristianiser la société de son temps. La souplesse des constitutions de cet Ordre, son organisation interne relativement démocratique, sa « flexibilité incroyable », l'avaient également séduit. Enfin, pour lui, l'appartenance à un tel ordre offrait une grande liberté à l'égard de l'épiscopat français, de ses querelles et prises de positions politiques, sans le  contexte complexe de la monarchie de juillet.
Dans cette entreprise de restauration, Lacordaire fut soutenu par le pape Grégoire XVI, et par le maître général des dominicains, le père Ancarani, qui lui offrit l'usage du couvent romain de Sainte-Sabine, pour établir le premier noviciat des dominicains français. En septembre 1838, Lacordaire retourna en France, afin de trouver des candidats au noviciat, et des soutiens dans sa démarche. Il passa à cet effet une annonce dans le journal L'Univers, et, dans son Mémoire pour le rétablissement en France des Frères Prêcheurs (1839), largement diffusé, en appela avec éloquence, et d'une manière extrêmement moderne, à l'opinion publique, au peuple français, et à son respect des droits de l'homme, pour soutenir la liberté religieuse et la liberté d'association.
Le Mémoire commençait ainsi :

« Mon pays,
Pendant que vous poursuivez avec joie et douleur la formation de la société moderne, un de vos enfants nouveaux, chrétien par la foi, prêtre par l'onction traditionnelle de l'Église catholique, vient réclamer de vous sa part dans les libertés que vous avez conquises, et que lui-même a payées […] Je m'adresse à une autorité qui est la reine du monde, qui de temps immémorial, a proscrit les lois, en a fait d'autres, de qui les chartes elles-mêmes dépendent, et dont les arrêts, méconnus un jour, finissent tôt ou tard par s'exécuter. C'est à l'opinion publique que je demande protection et je la demande contre elle-même, s'il en est besoin. »

Pour démontrer l'inutilité de la législation anti-religieuse mise en place par les révolutionnaires français, Lacordaire y soulignait les évolutions de la vie religieuse, montrant qu'au XIXe siècle, il était désormais inconcevable d'entrer dans les ordres sous la contrainte, contrairement aux pratiques qui avaient eu cours avant la Révolution française.
D'autre part, selon lui, les vœux religieux ne s'opposaient pas aux principes fondateurs de la Révolution : d'abord, le vœu d'obéissance n'était que la plus haute expression de la liberté, en tant qu'il s'agissait de l'obéissance consentie à des supérieurs librement élus, dont les décisions étaient strictement bornées par les statuts de l'Ordre, évitant ainsi tout abus de pouvoir. Quant au vœu de pauvreté, il rejoignait selon lui les idéaux révolutionnaires d'égalité et de fraternité.

#### Le dominicain
Le 9 avril 1839, Henri Lacordaire prit l'habit dominicain au couvent de la Minerve, à Rome, et reçut alors le nom de Dominique. Un an plus tard, le 12 avril 1840, après une année de noviciat à La Quercia, près de Viterbe, durant laquelle il écrivit sa Vie de saint Dominique, il prononça ses vœux à la Minerve. Il poursuivit ensuite ses études de théologie à Sainte-Sabine, où son portrait fut peint par Théodore Chassériau dont il avait fait connaissance grâce à la baronne de Prailly. Ce portrait est parfois considéré comme l'un des chefs-d'œuvre de son auteur. À propos de cette œuvre, Lacordaire écrivit alors à Sophie Swetchine que : « M. Chassériau, jeune peintre de talent, m'a demandé avec instance de faire mon portrait. Il m'a peint en dominicain, sous le cloître de Sainte-Sabine ; on est généralement satisfait de cette peinture, quoiqu'elle me donne un aspect un peu austère. »,
En 1841, il retourna en France, portant l'habit dominicain, théoriquement illégal selon les lois révolutionnaires, et, le 14 février 1841, prêcha avec succès à Notre-Dame. Continuant ses prédications à Paris, et à travers toute la France, Lacordaire entreprit la fondation de plusieurs couvents : la première maison de la restauration de l'Ordre en France fut établie à Nancy en 1843 avec le couvent dédié à Notre-Dame-du-Chêne, en hommage à l'icône vénérée au couvent de Viterbe, suivi du noviciat à Chalais (Isère) en 1844, et, en 1849, d'une maison à Paris, dans l'ancien couvent des Carmes. À cette époque, Lacordaire exerça également une influence importante sur Jean-Charles Prince et Joseph-Sabin Raymond (br), deux religieux canadiens qui sont à l'origine de l'arrivée des dominicains au Canada.

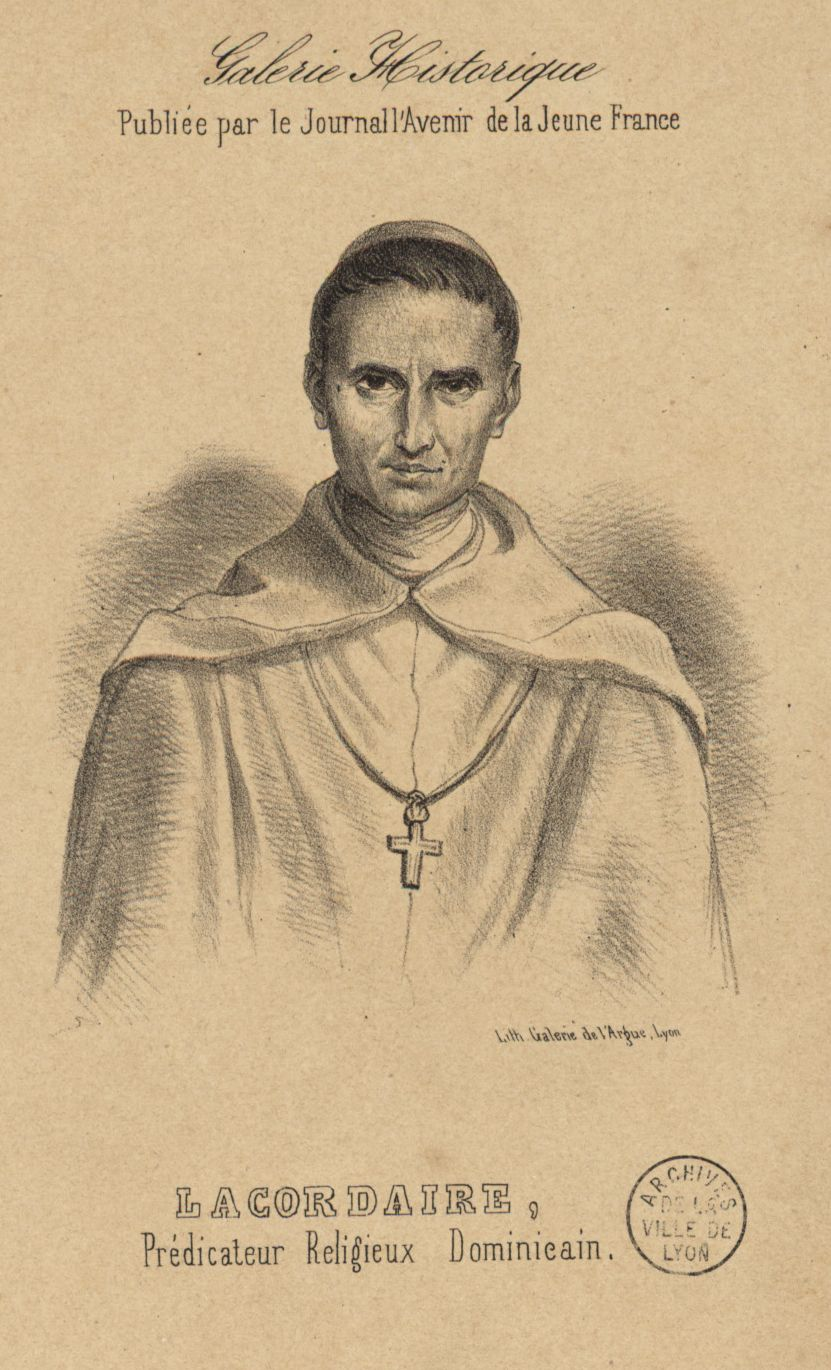
Lacordaire en habit de dominicain dans le journal L'Avenir de la jeune France.

En 1848, il se rend à la grotte de la Sainte-Baume et décide sa restauration. En 1859 il rachète le couvent de Saint-Maximin pour y réinstaller les frères prêcheurs ; avec l’aide de « l'œuvre pour la restauration des lieux saints de Provence » qu'il a fondée, il réinstalle le 22 juillet, les frères dans le monastère de la Sainte-Baume à l'entrée de la grotte ; il fait construire l’hôtellerie dans la plaine pour l'accueil des pèlerins, et restaure ainsi le sanctuaire de la Sainte-Baume et les pèlerinages en ce lieu.
En 1850, sous la seconde république, la province dominicaine de France fut officiellement rétablie, sous la direction du Père Henri-Dominique Lacordaire, élu supérieur provincial. Il se heurta rapidement au père Alexandre Vincent Jandel, l'un de ses premiers compagnons. En effet, en 1850, Alexandre Jandel fut nommé vicaire général de l'Ordre par le pape Pie IX, admiratif du dynamisme et de la rigueur des dominicains français. Jandel était favorable à une interprétation sévère des constitutions dominicaines médiévales et s'opposa à la vision plus libérale de Lacordaire. Le conflit éclata en 1852, à propos de l'horaire des matines, l'office de nuit, dans les couvents, et d'une manière générale, sur le confort et les dispenses à accorder aux frères.
En effet, selon Lacordaire, qui s'appliquait par ailleurs à lui-même une discipline extrêmement sévère, la vie monastique devait être subordonnée au devoir de prédication et d'enseignement, et ne devait pas contraindre la liberté des frères dominicains.
En 1855, le pape affirma publiquement son soutien à Jandel en le nommant maître de l'ordre dominicain, tandis que Lacordaire, retiré alors de l'administration de la province de France, fut réélu à sa tête en 1858.

### Les dernières années

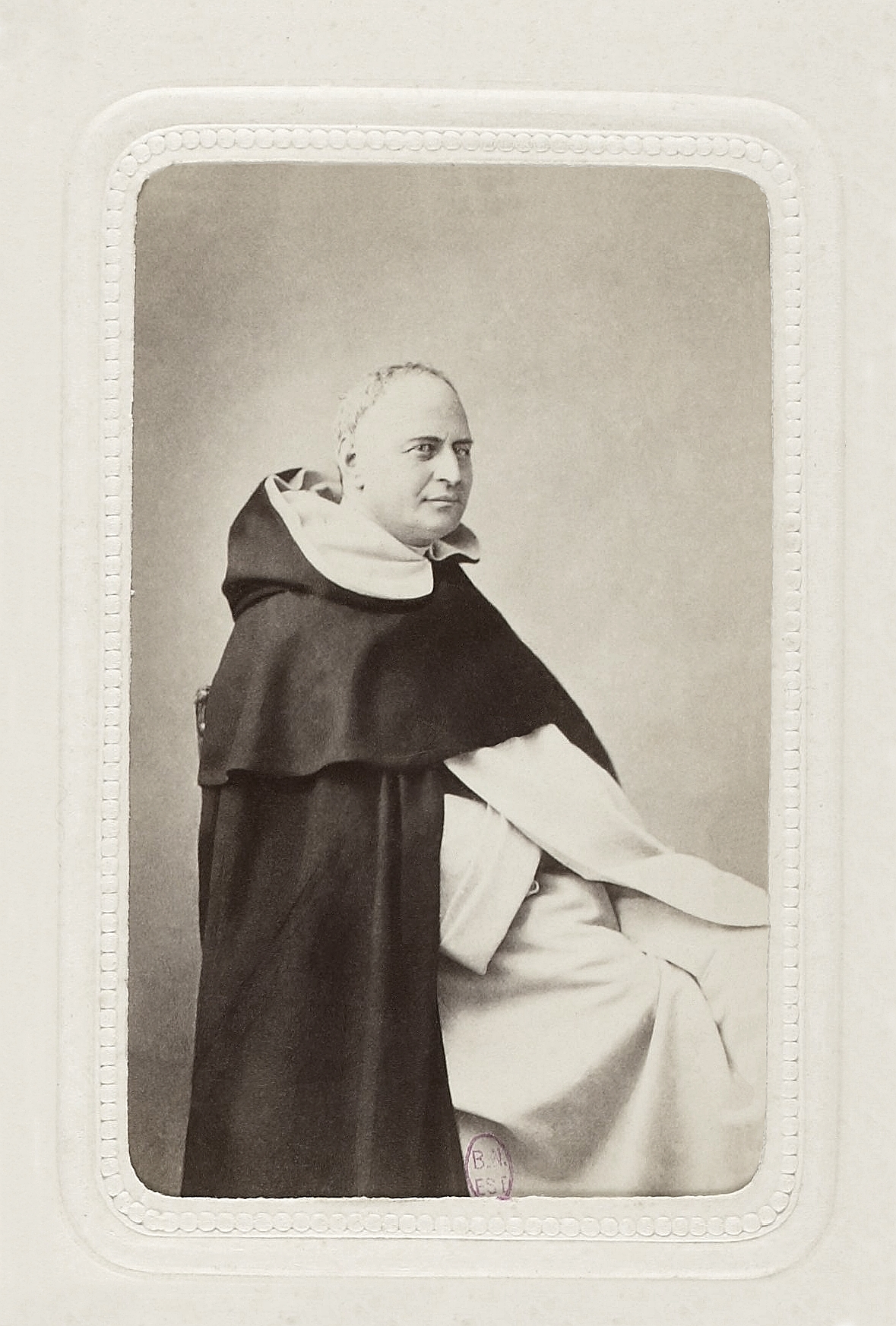
Lacordaire, vers 1855.

La fin de la vie du père Lacordaire fut assombrie par ces controverses, et par les déceptions de la vie politique. En effet, depuis longtemps hostile à la monarchie de Juillet, il soutint avec enthousiasme la révolution française de 1848, se rallia au régime républicain, et lança avec Frédéric Ozanam et l'abbé Maret un nouveau journal, l'Ère nouvelle, dont les objectifs étaient « de rassurer les catholiques et de les aider à l'acceptation du régime nouveau […], d'obtenir pour l'Église des libertés nécessaires qui lui étaient obstinément refusées depuis cinquante ans, enfin un acheminement à une meilleure distribution des éléments sociaux, en arrachant à une classe trop prépondérante la domination exclusive des intérêts, des idées et des mœurs. ». Ce programme mêlait le catholicisme libéral traditionnel (défense de la liberté de conscience et d'enseignement), et le catholicisme social défendu par Frédéric Ozanam.
Après une campagne électorale tumultueuse, Lacordaire fut élu député de l'Assemblée nationale constituante par l'électorat de Marseille. Favorable à la République, il siégea à l'extrême gauche de l'Assemblée, mais démissionna très vite - le 17 mai 1848 - à la suite des émeutes ouvrières, à l'invasion de l'Assemblée nationale par les manifestants, le 15 mai, et à la répression qui suivit. Il expliqua ainsi son comportement :

« J'estimai dans la révolution de 1848 un acte de haute justice. […] Je pensai que l'essai de la forme républicaine était possible en France dans des conditions meilleures qu'en 1792. J'acceptai sincèrement cet essai. […] Ce fut dans cette même pensée que j'entrai à l'Assemblée nationale, et que je m'assis à l'extrême gauche, afin de donner immédiatement un signe de mon adhésion au genre de gouvernement que la force des choses venait d'imposer à la France. […] Le 15 mai ébranla jusqu'au fond mes espérances. Il m'a révélé des projets et des passions qui devaient infailliblement aboutir à la guerre civile, à une lutte profonde, inévitable, acharnée, où l'extrême gauche jouerait un rôle dont je ne voulais pour rien au monde prendre la responsabilité. […] Les partis monarchiques relevaient la tête ; je ne voulais pas les servir, je ne le pouvais pas sans compromettre la religion. J'aimai mieux me retirer. »

Déçu par le régime républicain, et en désaccord avec les options de plus en plus sociales choisies par l'Ère Nouvelle, il quitta la direction du journal le 2 septembre, tout en continuant à le soutenir.
Lacordaire se montra plutôt favorable à la révolution italienne de 1848, au prix même de l'invasion des États pontificaux, (« Nous ne devons point trop nous alarmer de la chute possible de Pie IX », écrit-il alors à Montalembert).
Il montra peu d'enthousiasme à l'égard de la loi Falloux, votée le 15 mars 1850, œuvre de son ami Montalembert, qui établissait la liberté de l'enseignement secondaire, qu'il jugeait insuffisante, et qui avait été soutenue par l'évêque d'Orléans, Félix Dupanloup, à qui l'opposait une longue inimitié.
Opposé à l'élection de Louis-Napoléon Bonaparte (11 décembre 1848), Lacordaire condamna sans réserve le coup d'État du 2 décembre 1851, qui lui semblait une atteinte insupportable à la liberté, et à toutes les valeurs qu'il défendait, au nom de l'ordre. Il choisit alors de se retirer de la vie publique, comme il l'expliqua en 1861 :

« Je compris que dans ma pensée, dans mon langage, dans mon passé, dans ce qu'il me restait d'avenir, j'étais aussi une liberté et que mon heure était venue de disparaître avec les autres. Beaucoup de catholiques suivirent une autre ligne et, se séparant de tout ce qu'ils avaient dit et fait, se jetèrent avec ardeur au-devant du pouvoir absolu. Ce schisme que je ne veux point appeler ici une apostasie a toujours été pour moi un grand mystère et une grande douleur. »

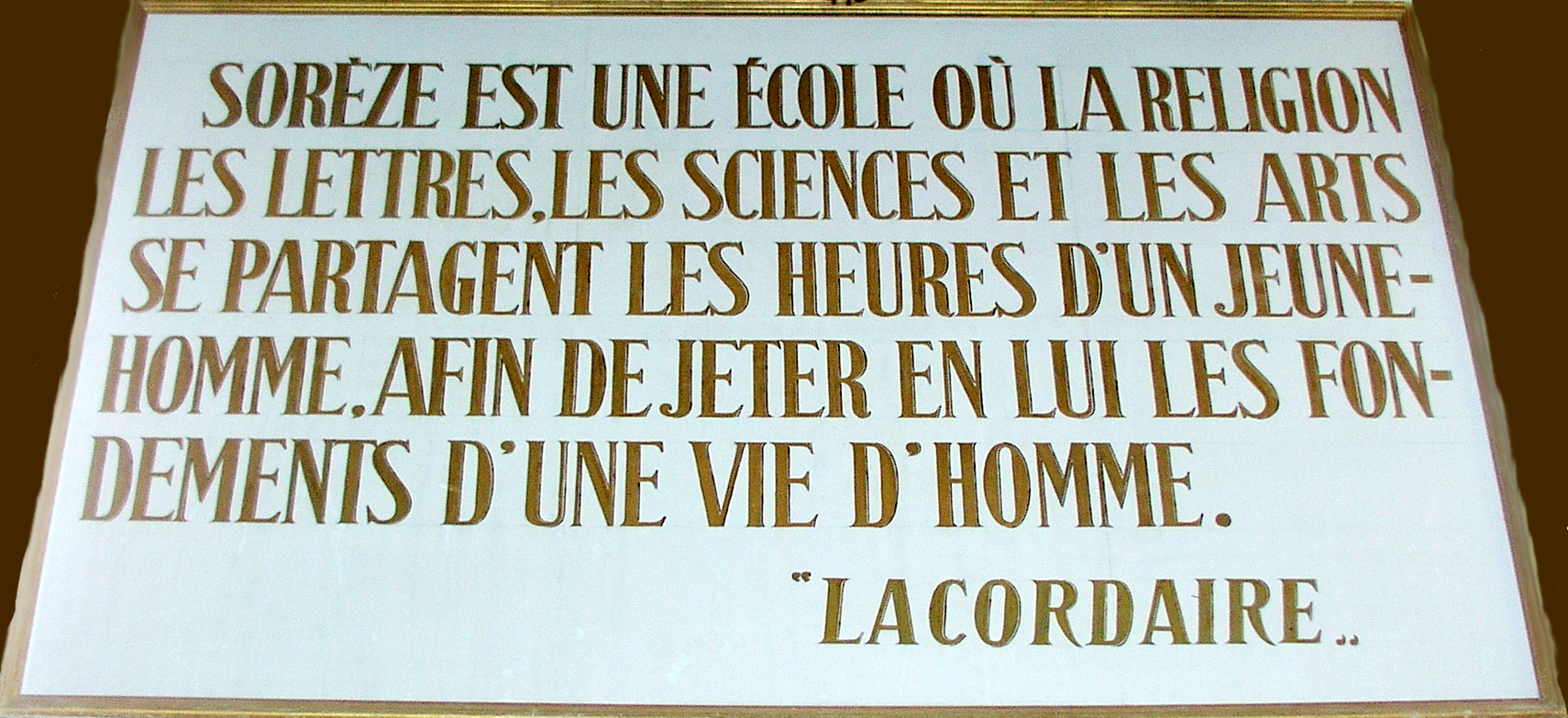
Citation de la salle des Illustres de l'abbaye-école de Sorèze.

Il se consacra jusqu'à sa mort à l'éducation de la jeunesse, dans le cadre nouveau offert par la loi Falloux, acceptant en juillet 1852 la direction du collège Saint-Thomas d'Aquin-Veritas à Oullins près de Lyon (un bâtiment y porte aujourd'hui son nom), puis celle de l'École militaire de Sorèze, dans le Tarn, dont l'assemblée générale des actionnaires décide le 27 juin 1854 de transmettre l'École au père Lacordaire.

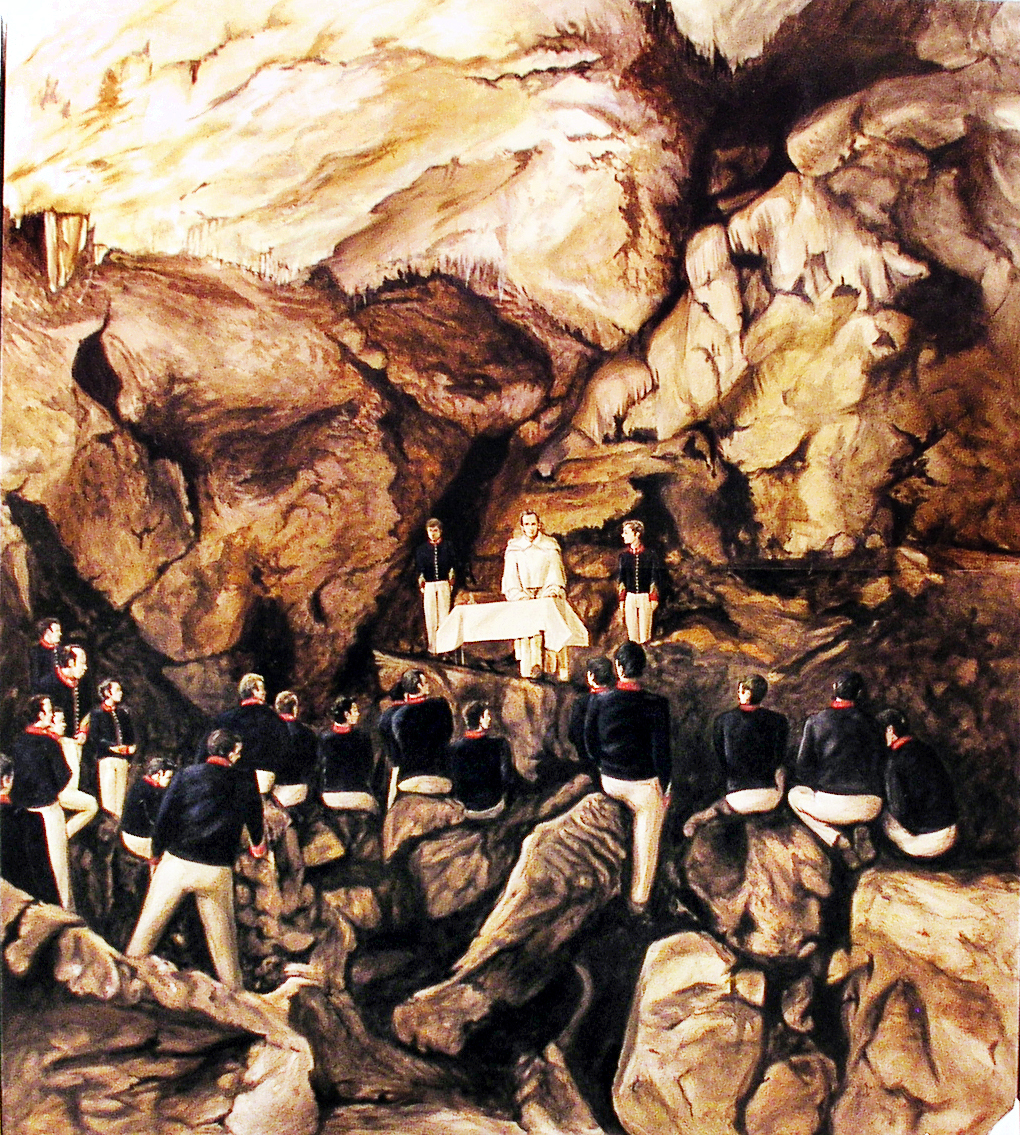
Tableau moderne de Serge Mas (2003) illustrant une messe dite dans le trou du Calel par le Père Lacordaire en 1860.

Enfin, le 2 février 1860, il fut élu par 21 voix membre de l'Académie française, au fauteuil 18, en remplacement du comte Alexis de Tocqueville, dont il prononça l'éloge. Encouragé par les opposants au régime impérial, parrainé par Montalembert et Berryer, reçu par Guizot, il accepta alors de ne pas évoquer la politique italienne controversée de Napoléon III. La réception de Lacordaire à l'Académie fut un véritable événement politique et mondain. Malgré les opinions politiques du nouvel académicien, elle eut lieu en la présence de l'impératrice Eugénie et de la princesse Mathilde. Lacordaire ne siégea qu'une fois à l'Académie, et mourut le 21 novembre 1861 à Sorèze, où il fut inhumé.

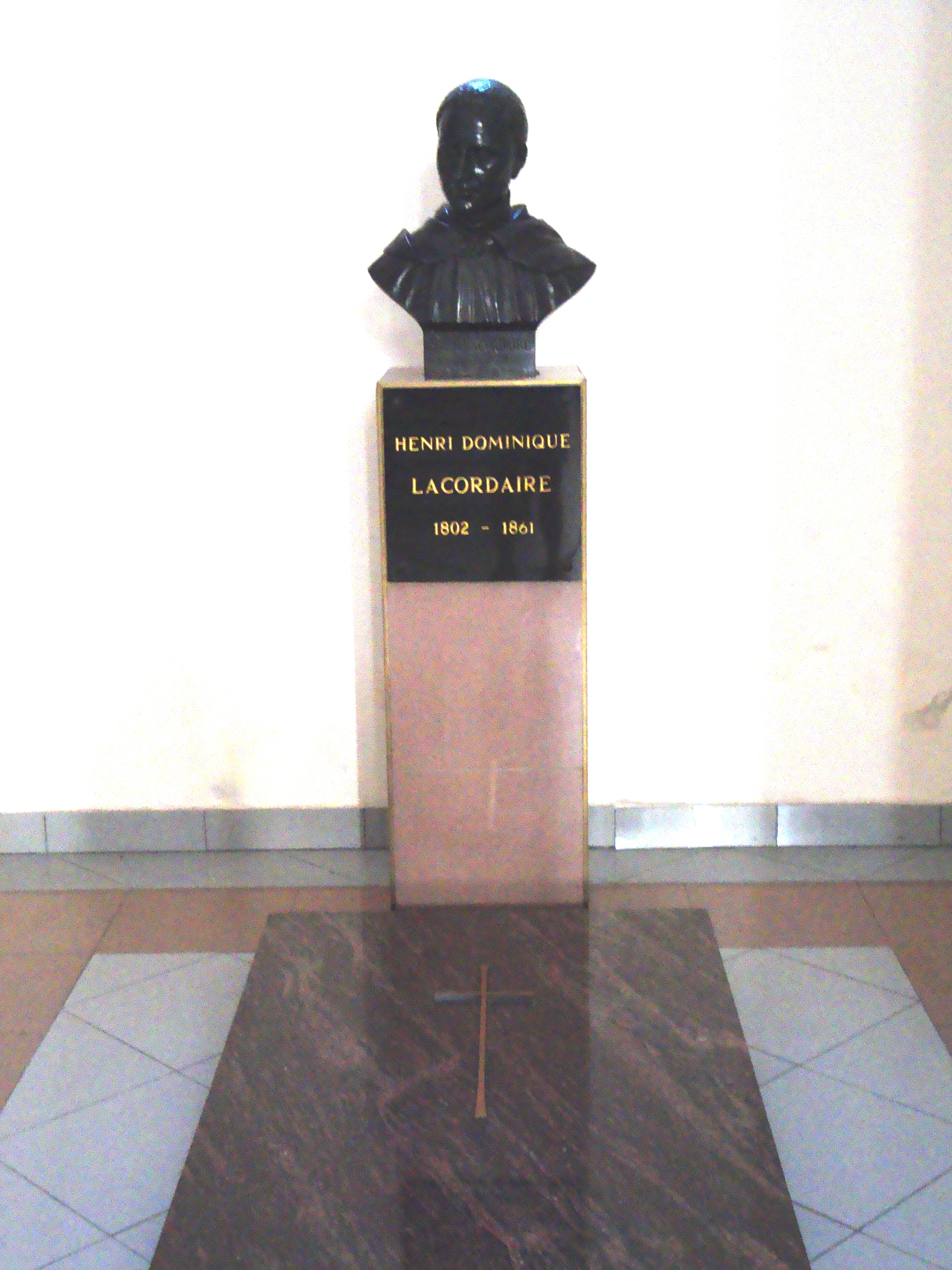
Tombe de Henri Lacordaire dans l'église de Sorèze.

## Henri Lacordaire, «religieux pénitent et libéral impénitent»

### Un orateur romantique
Au XIXe siècle, Lacordaire fut surtout apprécié de ses contemporains pour ses qualités de prédicateur. En effet, à travers ses conférences à Stanislas puis à Notre-Dame de Paris et à Toulouse, ses éloges funèbres de Daniel O'Connell ou du général Drouot, il se livra à un profond renouvellement du genre sclérosé de l'éloquence sacrée, dans la lignée du romantisme catholique de Chateaubriand ou de Lamennais.
Dans les Conférences, le but d'Henri Lacordaire était avant tout de faire une apologie du christianisme, « une apparition de la vérité dans les âmes tourmentées », et pas un exposé théologique abstrait. À propos des Conférences de Notre-Dame, il déclara ainsi : « Il me sembla qu'il ne fallait partir ni de la métaphysique, ni de l'histoire, mais prendre pied sur le sol même de la réalité vivante et y chercher les traces de Dieu. » Pour démontrer la crédibilité des doctrines catholiques, Lacordaire avait donc recours à de nombreuses références extérieures au dogme, tirées de l'histoire, de la psychologie, de la philosophie, de la poésie et la littérature, reprenant ainsi les références idéologiques et intellectuelles de son auditoire, la jeunesse catholique romantique.
En outre, il prononçait ses discours avec expressivité et un enthousiasme communicatif (voire avec exaltation), insistant sur les notions qui le passionnaient ainsi que son public, celles de liberté, de patriotisme, de don de soi et de sens du sacrifice. À la lecture, le style d'Henri Lacordaire, destiné à une expression orale dans un contexte bien particulier peut donc aujourd'hui sembler confus, plein d'emphase, et le contenu manquer de fond théologique. C'est pourquoi, plus que ses qualités d'orateur, ce sont ses intuitions sur la compatibilité entre catholicisme, libéralisme et démocratie, qui rendent cet homme et son parcours intellectuel et politique particulièrement remarquables.
Il est notamment connu pour sa fameuse citation « Entre le fort et le faible, entre le riche et le pauvre, entre le maître et le serviteur, c'est la liberté qui opprime et la loi qui affranchit », tirée de la 52e conférence de Notre-Dame, expression utilisée dans le cadre d'une conférence contre le travail du dimanche.

### Révolution, catholicisme et libéralisme
Selon son ami l'abbé Henri Perreyve, « passionné de la justice, de la liberté, du progrès des hommes et ne séparant pas de ces grandes causes la cause de Dieu et de son Église », Henri Lacordaire ne dissociait pas une foi catholique profonde et la croyance dans le progrès et la liberté humaine (selon lui, « c’est l’Évangile qui a fondé la liberté dans le monde, qui a déclaré les hommes égaux devant Dieu, qui a prêché les idées et les œuvres de fraternité. »). Cet amour de la liberté, antérieur chez lui à sa foi catholique, allait de pair avec une grande tendresse pour les hommes de son temps, du XIXe siècle : proclamant « la nécessité d'estimer son siècle », il se distinguait donc de nombreux auteurs catholiques romantiques qui le rejetaient pour exalter avec nostalgie un passé mythique.
Issu de la bourgeoisie révolutionnaire (fils d'un médecin militaire, petit-fils d'un avocat), il en partageait en effet de nombreux idéaux, et notamment la foi dans la modernité et le progrès, ainsi qu'une vision globalement positive de la geste révolutionnaire. Contrairement aux notables de son siècle, Henri Lacordaire considérait, sous certaines conditions et tout en réprouvant la violence physique, que de l'insurrection populaire pouvait sortir l'amélioration de la condition humaine. Face au comte de Montalembert, aristocrate libéral, son ami, Lacordaire, sans être pour autant républicain de conviction, montrait des idées politiques avancées, très choquantes pour la grande bourgeoisie catholique française qu'il côtoyait.
Ces convictions expliquent pour une large part son attitude controversée pendant la révolution de 1848. Elle provoqua, de manière temporaire, l'incompréhension et le rejet de Lacordaire par ses amis les plus proches eux-mêmes (Montalembert, Sophie Swetchine), et l'embarras de la plupart de ses biographes jusqu'au milieu du XXe siècle. Face à cette réprobation générale, il affirma alors « croire que l'avènement de la société moderne était voulu de Dieu » et justifia les aspirations démocratiques de ses contemporains : « Quel danger y a-t-il à ce que quelques catholiques penchent un peu vivement vers la forme démocratique ? Qui sait si ce n'est pas là l'avenir de l'Europe ? »
Paradoxalement, la réputation sulfureuse d'Henri Lacordaire lui ouvrit finalement les portes de l'Académie française. Sa candidature fut en effet soutenue par les opposants au régime impérial, tant les libéraux (Montalembert, Berryer, Barante, Guizot, Falloux, Lamartine…) que les cléricaux, comme Thiers ou Dupanloup, qui lui reprochaient cependant pour certains des idées trop « piémontistes ».

### Pour un renouvellement de l’art chrétien
L'année 1839 aura été décisive dans la vie de Lacordaire, car parallèlement à son Mémoire pour le rétablissement en France de l'Ordre des Frères Prêcheurs et à sa prise d'habit chez les Dominicains (9 avril), il fonde, le 21 juillet au couvent de La Quercia avec des pensionnaires de la Villa Médicis «Prix de Rome» dont le musicien Charles Gounod, la Confrérie de Saint-Jean. Ainsi commence-t-il la rédaction de sa déclaration : « Des artistes français, touchés du spectacle que présente le monde, ont désiré contribuer à sa régénération par l'emploi chrétien de l'art. », C’est en l’Église Notre-Dame-des-Victoires à Paris, que Henri Lacordaire présidera la messe d’action de grâce pour le premier anniversaire de la Confrérie, le 27 décembre 1840.
La Confrérie devient le lundi 15 avril 1872 la Société de Saint-Jean pour le développement de l'art chrétien bientôt reconnue d'utilité publique.
La Société de Saint-Jean pour le développement de l'art chrétien marquera l'histoire de l'art dans l'entre-deux-guerres avec les Ateliers d'Art Sacré, fondés et dirigés par Maurice Denis et Georges Desvallières, dont Henri de Maistre prendra la succession, avec pour aumônier Jacques Debout, écrivain et lui-même engagé pour le renouvellement de l'art chrétien dans sa revue Les Cahiers catholiques.

## Œuvres d'Henri Lacordaire

### Correspondance
Pour l'étude de la correspondance de Lacordaire avant 1840, l'outil de base est :
- Correspondance. Tome I, 1816-1839 ; établi par Guy Bedouelle et Christoph-Alois Martin, éd. du Cerf, Paris ; éd. universitaires, Fribourg, 2001.  (ISBN 2-204-06926-4 et 2-8271-0835-6)
- Guy Bedouelle et Christoph-Alois Martin, Correspondance, éd. universitaires, Fribourg, Cerf, 2007, 1429 p., Tome II, 1840-1846 (ISBN 978-2204085632).

Les références suivantes permettent d'avoir accès en partie à la correspondance de Lacordaire postérieure à 1840 : 
- Correspondance du R. P. Lacordaire et de Mme Swetchine, publiée par le Cte de Falloux, Didier, Paris, 1864.
- Lacordaire, Montalembert : Correspondance inédite : 1830-1861 ; textes réunis, classés et annotés par Louis Le Guillou ; révision du texte et des notes par André Duval ; préf. de José Cabanis, éd. du Cerf, Paris, 1989  (ISBN 2-204-02899-1)
- Lettres du R. P. Lacordaire avec Mme la baronne de Prailly, Chocarne, éd. Poussièlgue Frères, 1885.

### Conférences, écrits religieux et polémiques
La plupart des écrits de Lacordaire sont présents dans ses œuvres complètes, éditées en 1872, consultables en ligne sur Gallica.
- Sainte Marie-Madeleine, éd. du Cerf, Paris, 2005.  (ISBN 2-204-07894-8)
- Le Testament du P. Lacordaire publié par le comte de Montalembert, C. Douniol, Paris, 1870.
- Œuvres du R. P. Henri-Dominique Lacordaire, Poussielgue frères, Paris, 1872. - 9 vol.

Comprend : Vie de saint Dominique. ; II. Conférences de Notre-Dame de Paris. T. I. Années 1835, 1836, 1843 ; III. Conférences de Notre-Dame de Paris. T. II. Années 1844, 1845 ; IV. Conférences de Notre-Dame de Paris. T. III. Années 1846, 1848 ; V. Conférences de Notre-Dame de Paris. T. IV. Années 1849, 1850 ; VI. Conférences de Notre-Dame de Paris et Conférences de Toulouse. T. V. Années 1851, 1854 ; VII. Œuvres philosophiques et politiques ; VIII. Notices et panégyriques ; IX. Mélanges

## Écrits
Le père Lacordaire restaura en France l'ordre des Dominicains, banni en 1790. Prêtre, religieux, journaliste, prédicateur à Notre-Dame de Paris, éducateur, il fut aussi académicien.
Tendresse du Christ

« Jésus Christ a été tendre pour tous les hommes ; c'est lui qui a dit d'eux cette parole : « Tout ce que vous ferez au plus petit d'entre mes frères, c'est à moi-même que vous l'aurez fait » ; parole qui a mis au monde la fraternité chrétienne, et qui chaque jour encore enfante l'amour. Il a été tendre pour les pécheurs ; il s'asseyait à leur table, et lorsque l'orgueil doctrinal lui en faisait le reproche, il répondait : « Je ne suis pas venu pour ceux qui se portent bien, mais pour ceux qui sont souffrants. » S'il aperçoit un publicain monté sur un arbre pour le voir, il lui dit : « Zachée, hâte-toi de descendre, il faut qu'aujourd'hui je loge dans ta maison. » Si une femme pécheresse s'approche et se hasarde jusqu'à verser des parfums sur sa tête, au grand scandale d'une nombreuse assemblée (cf. Lc 7, 36-50), il la rassure : « Beaucoup de péchés lui sont remis, parce qu'elle a beaucoup aimé. » Si on lui présente une femme adultère, pour obtenir de lui une sentence qui le compromette par sa douceur même, il répond : « Que celui d'entre vous qui est sans péché lui jette la première pierre. »

Même dans le supplice, il a été tendre pour ses bourreaux, et, levant son âme pour eux vers son Père, il disait : « Seigneur, pardonnez-leur, car ils ne savent pas ce qu'ils font. » Aucune vie d'ici-bas ne présente un tel tissu de lumière et d'amour. Chaque parole de Jésus Christ est un accent de tendresse et une révélation sublime. »

— Henri Lacordaire. Conférence de Notre-Dame de Paris, t. III, Paris, 1872, p. 23-24.

## Hommages
Le sculpteur Guillaume Bonnet réalise vers 1846 une statuette représentant Henri Lacordaire, qu'il avait rencontré par l'intermédiaire de madame de Vigan (collection particulière).
Pour célébrer le centenaire de sa mort en 1961, un timbre postal d'une valeur de 30 centimes à son effigie est émis par les Postes. Il fut gravé par Claude Durrens d'après le tableau de Théodore Chassériau.
Des rues portent son nom : à Paris, dans le 15e arrondissement (rue Lacordaire), à Dijon, Versailles, Drancy, Goussainville, Pessac, Roubaix, Toulon, Montpellier, Brest, à Montréal au Québec (boulevard Lacordaire).
Des écoles et établissements portent son nom : une école à Marseille, dans le 13e arrondissement, un collège à Mons-en-Barœul, une école à Cali en Colombie.
Le centre scolaire Saint Thomas Saint Thomas d’Aquin - site d’Oullins, dont il a été chef d’établissement, construit à la fin des années 1980 un bâtiment portant son nom, en hommage à un illustre directeur. Philippe Philippe Blanc, l’un de ses successeurs, rappelait, lors du bicentenaire de sa naissance que « notre maison [le collège Saint Thomas d’Aquin-Veritas] lui doit ses origines et son style éducatif ».

#### Auteur
- Henri Lacordaire et Marie-Albert Janvier, Vie de saint Dominique : Par le R. P. Henri-Dominique Lacordaire,... Introduction du R. P. Marie-Albert Janvier,... Illustrations de Maurice Denis. Lettre du R. P. Hyacinthe Cormier à Maurice Denis (ASIN B0017ZJY9U)
- Lettres à un jeune homme sur la vie chrétienne, Cerf, 1988, 128 p. (ISBN 978-2204028394)
- Henri-Dominique Lacordaire et Charles de Montalembert, Correspondance inédite : 1830-1861, Cerf, coll. « Textes », 1989, 695 p. (ISBN 978-2204028998).
- Qui est Jésus Christ ?, Artège Editions, 2010, 160 p. (ISBN 978-2360400102)
- Œuvres du R. P. Henri-Dominique Lacordaire. Mélanges, Hachette Livre BNF, coll. « Religion (éd. 1872) », 2013, 486 p. (ISBN 978-2012720602).
- Sainte Marie-Madeleine, Hardpress Publishing, 2013, 264 p. (ISBN 978-1314740219)
- Frédéric Ozanam, Hachette Livre BNF, 2013, 88 p., éd. 1856 (ISBN 978-2013355643)
- Henri-Dominique Lacordaire (préf. Renaud Silly), Discours sur la vocation de la nation française, Le Centurion, 2016, 46 p. (ISBN 979-1092801361).
- Lettres du R.P. Henri-Dominique Lacordaire : À des jeunes gens, Hardpress Publishing, 2019, 492 p. (ISBN 978-0461518559)
- Sainte Marie-Madeleine, Independently published, 2021, 95 p. (ISBN 979-8476183778)

#### Autres
- Charles-Augustin Sainte-Beuve, « Le Père Lacordaire, orateur », dans Causeries du lundi, t. 1, 1870
- Bernard Bonvin, Lacordaire-Jandel : la restauration de l'Ordre dominicain en France après la Révolution, écartelée entre deux visions du monde, Paris, éd. du Cerf, 1989, 364 p. (ISBN 2-204-04042-8)
- Bernard Cattanéo, Petite vie de Lacordaire, Desclée de Brouwer, 1991, 128 p. (ISBN 978-2220032078).
- Guy Bedouelle (dir.), Lacordaire, son pays, ses amis et la liberté des ordres religieux : [actes du colloque de Paris, 1er-2 décembre 1989], Paris, éd. du Cerf, 1991, 443 p. (ISBN 2-204-04259-5).
- Antoine Compagnon, « Chateaubriand et Joseph de Maistre derrière Lacordaire », dans Les Antimodernes, Paris, Gallimard, coll. « Folio essais », 2005, p. 191-231
- Marie-Odile Munier (dir.), Lacordaire et quelques autres, religion et politique : année Lacordaire 2002, [actes de deux colloques], Recey-sur-Ource, 7 juillet, Sorèze, 24 et 25 octobre, Toulouse, Presses de l'Université des sciences sociales de Toulouse, 2003, 240 p. (ISBN 2-909628-88-4).
- (en) Peter M. Batts (trad. Le rétablissement de l'Ordre dominicain par Henri-Dominique Lacordaire dans la France du XIXe siècle), Henri-Dominique Lacordaire's re-establishment of the Dominican Order in nineteenth-century France, Lewiston (N.Y.)/Queenston (Ont.)/Lampeter (GB), E. Mellen, 2004, 129 p. (ISBN 0-7734-6393-3).
- (en) Peter M. Batts, « Jean-Baptiste Henri Lacordaire », dans New Catholic Encyclopedia, 2003
- Anne Philibert, Lacordaire et Lamennais : la route de la Chênaie, 1822-1832, Paris, Éditions du Cerf, coll. « Histoire religieuse de la France », 2009 (BNF 42050499).
- Marie-Odile Munier, « L'éducateur de Sorèze », Lumière & Vie, no 289,‎ janvier-mars 2011, p. 97-105 (lire en ligne)
- Aimé Richardt, Lacordaire : Le prédicateur, le religieux, Paris/Perpignan, Francois-Xavier de Guibert, coll. « Biographies - Témoignages », 2015, 240 p. (ISBN 978-2755409840).
- Anne Philibert, Henri Lacordaire, Paris, Les éditions du Cerf, coll. « Histoire », 2016, 901 p. (ISBN 978-2204093354).
- Paul-Gabriel d'Haussonville, Trois moments de la vie de Lacordaire, CreateSpace Independent Publishing Platform, 2017, 46 p. (ISBN 978-1979819640)
- Christophe Colera, Henri Lacordaire (1802-1861) : Forces et faiblesses d'un combat pour un renouveau chrétien, Editions L'Harmattan, 2022, 254 p. (ISBN 978-2140205385).